# Джуаншер (князь Кахетії)
Джуаншер I (груз. იოვანე; д/н — 807) — 8-й еріставі (князь) Кахетії в 786—807 роках. За загальною нумерацією Хосровідів рахується як Джуаншер II.

## Життєпис
Походив з династії Хосровідів. Молодший син Арчіла I, еріставі Кахетії. 786 року після страти батька став співправителем свого старшого брата Йоване. Водночас в гірській області Цатанії владу захопив хорєпископ Грігол.
Близько 790 року під тиском арабів або хозарів Йоване втік до Лазики чи Абазгії. Джуаншер мусив протистояти навалі. Водночас за підтримки хозарів до центральної Іберії вдерся Леон II, архонт Абазгії. Під час чергового нападу хозарів зазнав цілковитої поразки й потрапив у полон, де перебував 3 роки.
Згідно грузинських джерел більшість панування джуаншера Кахетія зазнавала хозарських нападів. Для протистояння абхазам і хозарам уклав союз з Адарнасе I, еріставі Тао-Кларджеті. 
Помер Джуаншер 807 року. Невдовзі Кахетію захопили швагр — Ашот I, еріставі Тао-Кларджеті, й хорєпископ Грігол.

## Родина
Дружина — Латаврі, донька Адарнасе I, еріставі Тао-Кларджеті.
Дітей не було.